# Chema Adeva
Chema Adeva, all'anagrafe José María Adeva Ramos (Madrid, 10 dicembre 1954), è un attore spagnolo, noto per aver interpretato il ruolo del Generale Simón Pérez de Ayala nella soap Il segreto (El secreto de Puente Viejo) e per quello di Mario Sasi Alonso nella soap Un altro domani (Dos vidas).

## Biografia
Chema Adeva è nato il 10 dicembre 1954 a Madrid (Spagna), e oltre alla recitazione si occupa anche di teatro.

## Carriera
Chema Adeva ha recitato in vari film come nel 1986 in Colpo di stato. Spagna 18 luglio 1936 (Dragón Rapide), nel 1996 in La niña de tus sueños, nel 1998 in El conductor, nel 2010 in Pájaros de papel, nel 2015 in Berserker, nel 2016 ne La vendetta di un uomo tranquillo (Tarde para la ira), nel 2017 in Veronica (Verónica), nel 2018 in Tutti lo sanno (Todos lo saben), nel 2021 in El Cover e in Madres paralelas. Ha anche recitato in cortometraggi come nel 1992 in La viuda negra, nel 1996 in Big Wendy, nel 2000 in Capitan General e nel 2008 ne La lotería. Oltre ad aver recitato nei film, ha anche preso parte a varie serie televisive come nel 1983 in Estudio 1, nel 1991 in Taller mecánico, nel 1994 in Villarriba y Villabajo, nel 1997 in Médico de familia, nel 1998 e nel 1999 in Manos a la obra, nel 1999 in ¡Qué grande es el teatro!, nel 2000 e nel 2007 in Hospital Central, nel 2001 e nel 2002 in Policías, en el corazón de la calle, nel 2006 in SMS, sin miedo a soñar, nel 2007 in Cuenta atrás, nel 2009 Águila Roja, nel 2013 in Grand Hotel - Intrighi e passioni (Gran Hotel), nel 2017 in Vergüenza, nel 2018 in Estoy vivo, nel 2020 in Caronte e nel 2022 in Cristo y Rey. Ha anche recitato in soap opere come nel 2017 in Per sempre (Amar es para siempre), nel 2018 ne Il segreto (El secreto de Puente Viejo) e nel 2021 e nel 2022 in Un altro domani (Dos vidas).

## Filmografia

### Cinema
- Colpo di stato. Spagna 18 luglio 1936 (Dragón Rapide), regia di Jaime Camino (1986)
- La niña de tus sueños, regia di Jesús R. Delgado (1996)
- El conductor, regia di Jorge Carrasco (1998)
- Pájaros de papel, regia di Emilio Aragón (2010)
- Berserker, regia di Pablo Hernando (2015)
- La vendetta di un uomo tranquillo (Tarde para la ira), regia di Raúl Arévalo (2016)
- Veronica (Verónica), regia di Paco Plaza (2017)
- Tutti lo sanno (Todos lo saben), regia di Asghar Farhadi (2018)
- El Cover, regia di Secun de la Rosa (2021)
- Madres paralelas, regia di Pedro Almodóvar (2021)

### Televisione
- Estudio 1 – serie TV (1983)
- Taller mecánico – serie TV (1991)
- Villarriba y Villabajo – serie TV (1994)
- Médico de familia – serie TV (1997)
- Manos a la obra – serie TV (1998-1999)
- ¡Qué grande es el teatro! – serie TV (1999)
- Hospital Central – serie TV (2000, 2007)
- Policías, en el corazón de la calle – serie TV (2001-2002)
- SMS, sin miedo a soñar – serie TV (2006)
- Cuenta atrás – serie TV (2007)
- Águila Roja – serie TV (2009)
- Grand Hotel - Intrighi e passioni (Gran Hotel) – serie TV (2013)
- Per sempre (Amar es para siempre) – soap opera (2017)
- Vergüenza – serie TV (2017)
- Il segreto (El secreto de Puente Viejo) – soap opera (2018)
- Estoy vivo – serie TV (2018)
- Caronte – serie TV (2020)
- Un altro domani (Dos vidas) – soap opera, 255 episodi (2021-2022)
- Cristo y Rey – serie TV (2022)

### Cortometraggi
- La viuda negra, regia di Jesús R. Delgado (1992)
- Big Wendy, regia di Juan Martínez Moreno (1996)
- Capitan General, regia di Arturo Ruiz Serrano (2000)
- La lotería, regia di Javier Rodriguez de Fonseca (2008)

## Teatro
- Los cuernos de Don Friolera di Valle Inclán, diretto da Carlos Vides
- El mal de la Juventud di Ferdinand Bruckner, diretto da Antonio Malonda
- Las bizarrías de Belisa di Lope de Vega, diretto da Carlos Vides
- Pareja abierta di Franca Rame e Darío Fo, diretto da Quique Silva
- El celoso extremeño di Cervantes, diretto da Rafa Ruiz
- Candido di Voltaire, diretto da Rafa Ruiz
- Los enfermos di Antonio Álamo, diretto da Rosario Ruíz, presso il teatro de la Abadía
- Dionisio guerra di Julio Salvatierra, diretto da Álvaro Lavín
- El tartufo di Molière, diretto da por Fernando Romo
- Anteriormente
- Estellado di Javier Rodríguez de Fonseca, diretto da Carlos Vides (2010)
- Falstaff, diretto da Andrés Lima (2010-2011)
- Gaviostas subterráneas di Alfonso Vallejo, diretto da Carlos Vides (2011)
- Elling di Ingvar Ambjornsen, adattato da David Serrano, diretto da Andrés Lima (2012-2013)
- Los mácrez, adattato da Juan Cavestany, diretto da Andrés Lima (2014-2015)
- Galileo, versione e direzione di Ernesto Caballero (2015-2016)
- El laberinto mágico di Max Aub, adattato da José Ramón Fernández, diretto da Ernesto Caballero (2016)
- Tratos, basato sulla versione di Argel de Cervantes, scritto e diretto da Ernesto Caballero (2016)
- Jardiel un escritor de Ida y Vuelta, versione e direzione di Ernesto Caballero (2017)
- Sueño, scritto e diretto da Andrés Lima (2017)

## Doppiatori italiani
Nelle versioni in italiano dei suoi film e delle sue serie TV, Chema Adeva è stato doppiato da:
- Luca Biagini[14] in Tutti lo sanno[15]
- Antonio Palumbo[16] in Un altro domani[17]